# Сорокин, Валентин Валерьевич
Валенти́н Вале́рьевич Соро́кин (род. 28 мая 1925, Ставрополь, СССР — 7 января 2002, Тольятти, Россия) — советский и российский учёный, педагог. Член-корреспондент РАЕН.

## Биография
В 1951 году закончил Самарскую архитектурно-строительную академию. Работал мастером, начальником участка на строительстве Куйбышевской ГЭС, главным инженером строительства аэропорта «Курумоч». Трудился заведующим лабораторией промышленной аэродинамики и директором по научной работе Всесоюзного научно-исследовательского института нерудных строительных материалов.
С 1977 года профессор Тольяттинского политехнического института. С 1980 года заведующий созданной кафедры «Теплогазоснабжение и вентиляция», которую возглавлял до 1999 года
Доктор естественных наук (диссертация на тему «Аэродинамика местной вентиляции пылящего оборудования»), член-корреспондент РАЕН. Основоположник теории и практического приложения обеспыливающей вентиляции в промышленности строительных материалов.
Автор более сотни научных статей, 7 монографий, 10 альбомов чертежей. Им зарегистрировано 65 авторских свидетельств на изобретения.